# Mizuki Nana
Mizuki Nana (水樹 奈々 (Thủy Thụ Nại Nại) sinh 21 tháng 1 năm 1980), tên khai sinh là Kondō Nana (近藤 奈々 (Cận Đằng Nại Nại)), là một ca sĩ, seiyū rất nổi tiếng người Nhật Bản. Sinh ra và lớn lên ở Niihama, Ehime, Nhật Bản, từ nhỏ Mizuki đã được đào tạo hát nhạc enka. Tuy vậy, sự nghiệp lồng tiếng của cô lại bắt đầu trước (1998). Phải 2 năm sau, đĩa đơn đầu tiên mang tên "Omoi" mới được ra mắt với sự hỗ trợ sản xuất của hãng King Records vào tháng 12 năm 2000. Tháng 12 năm 2001, album đầu tay Supersonic Girl của cô chính thức đến tay khán thính giả.
Trong vài năm tiếp theo đó, con đường ca hát của Mizuki chỉ có được những thành công khiêm tốn. Sau khi đĩa đơn "Innocent Starter" lọt vào top 10 của bảng xếp hạng Oricon danh tiếng, các sản phẩm âm nhạc của Mizuki bắt đầu đạt được những cột mốc cao hơn, dần dần đưa cô trở thành một trong những ca sĩ có tiếng của Nhật Bản. Không những thế, sự nghiệp lồng tiếng của cô vẫn nở hoa với số lượng vai diễn lên đến 130. Ngày 3 tháng 6 năm 2009, album Ultimate Diamond đã đứng đầu bảng xếp hạng Oricon; và đĩa đơn "Phantom Minds", phát hành ngày 13 tháng 1 năm 2010, cũng xếp hạng 1, củng cố vững chắc vị trí của Mizuki trong hàng ngũ những nghệ sĩ có vị trí xếp hạng cao nhất Nhật Bản. Thành công này còn giúp cô lập kỉ lục là seiyū đầu tiên trong lịch sử của Oricon từ năm 1968 đến nay giành được vị trí số một trong bảng xếp hạng album và đĩa đơn theo tuần.
Đầu năm 2011, Mizuki Nana tung ra hai đĩa đơn "Scarlet Knight" và "Pop Master" trong cùng một ngày. Một tuần sau đó, hai đĩa đơn này đã leo lên top 3 bảng xếp hạng Oricon, với "Scarlet Knight" đoạt vị trí á quân và "Pop Master" đứng liền kề ngay sau đó. Theo Oricon, Mizuki Nana là một trong số rất ít những nữ nghệ sĩ sở hữu thành tích hiếm có này. Lần gần nhất trước đó là hiện tượng hai đĩa đơn của Ayumi Hamasaki năm 1999 .

### Stüdyo AlbümleriDüzenle
- Supersonic Girl - 5 Aralık 2001
- Magic Attraction - 6 Kasım 2002
- Dream Skipper - 27 Kasım 2003
- Alive & Kicking - 8 Aralık 2004
- Hybrid Universe - 3 Mayıs 2006
- Great Activity - 14 Kasım 2007
- Ultimate Diamond - 3 Haziran 2009
- Impact Exciter - 10 Temmuz 2010
- Rockbound Neighbors - 12 Aralık 2012
- Supernal Liberty - 16 Nisan 2014
- Smashing Anthems - 11 Kasım 2015
- Neogene Creation - 21 Aralık 2016

### Derleme AlbümleriDüzenle
- The Museum - 7 Şubat 2007
- The Museum II - 23 Kasım 2011

### Stüdyo AlbümleriDüzenle
- Supersonic Girl - 5 Aralık 2001
- Magic Attraction - 6 Kasım 2002
- Dream Skipper - 27 Kasım 2003
- Alive & Kicking - 8 Aralık 2004
- Hybrid Universe - 3 Mayıs 2006
- Great Activity - 14 Kasım 2007
- Ultimate Diamond - 3 Haziran 2009
- Impact Exciter - 10 Temmuz 2010
- Rockbound Neighbors - 12 Aralık 2012
- Supernal Liberty - 16 Nisan 2014
- Smashing Anthems - 11 Kasım 2015
- Neogene Creation - 21 Aralık 2016

### Derleme AlbümleriDüzenle
- The Museum - 7 Şubat 2007
- The Museum II - 23 Kasım 2011

- Omoi - 2000
- Heaven Knows - 2001
- The Place of Happiness - 2001
- Love & History - 2002
- Power Gate - 2002
- Suddenly: Meguriaete / Brilliant Star - 2002
- New Sensation - 2003
- Still In the Groove - 2003
- Panorama - 2004
- Innocent Starter - 2004
- Wild Eyes - 2005
- Eternal Blaze - 2005
- Super Generation - 2006
- Justice to Believe / Aoi Iro - 2006
- Secret Ambition - 2007
- Massive Wonders - 2007
- Starcamp EP - 2008
- Trickster - 2008
- Shin Ai - 2009
- Mugen - 2009
- Phantom Minds - 2010
- Silent Bible - 2010
- Scarlet Knight - 2011
- Pop Master - 2011
- Junketsu Paradox - 2011
- Synchrogazer - 2012
- Time Space EP - 2012
- Bright Stream - 2012
- Vitalization - 2013
- Kindan no Resistance - 2014
- Eden - 2015
- Angel Blossom - 2015
- Exterminate - 2015
- Pray - 2016
- STARTING NOW! - 2016

## Cuộc đời và sự nghiệp
Sinh tại Niihama, Ehime, Nhật Bản, Mizuki được dạy hát enka từ khi mới 5 tuổi. Năm 1993, cô phát hành đĩa đơn dạng cassette "Tsugazakura" (つがざくら lit. "Phyllodoce Nipponica") dưới cái tên thật Kondo Nana. Một thời gian sau đó, cô chiến thắng trong cuộc thử giọng cho game Noël: La Neige và bắt đầu trở thành seiyū.
Mizuki đã giành giải "Trình bày ca khúc xuất sắc nhất" với bài hát "Justice to Believe" trong giải thưởng Seiyū thường niên đầu tiên năm 2007. Với album thứ 7 "Ultimate Diamond" giành vị trí quán quân trên bảng xếp hạng Oricon tuần (tổng kết ngày 15 tháng 6 năm 2009), cô őã trở thành seiyū đầu tiên đạt danh hiệu này kể từ khi Oricon ra đời năm 1968  Ultimate Diamond đã bán được trên 74,000 bản trong tuần đầu ra mắt, hơn đối thủ nặng ký là album The E.N.D. của ban nhạc hip-hop nổi tiếng thế giới The Black Eyed Peas 20,000 bản. Đĩa đơn thứ 21 "Phantom Minds" của cô cũng đạt được vị trí cao nhất của Oricon vào ngày 25 tháng 1 năm 2010, trở thành đĩa đơn của một ca sĩ seiyū đầu tiên đạt danh hiệu này.
Danh tiếng của Mizuki Nana càng được khẳng định khi vào ngày 23 tháng 11 năm 2009, đài truyền hình NHK chính thức thông báo cô sẽ tham gia vào chương trình biểu diễn NHK Kōhaku Uta Gassen (Cuộc Chiến Hồng Bạch) trong đêm giao thừa. Đây là lần đầu tiên Mizuki được xuất hiện trong buổi biểu diễn thường niên danh tiếng này. Cô đã chọn trình bày ca khúc "Shin'ai".
Giữa tháng 2 năm 2010, Mizuki vinh dự được trở thành đại sứ du lịch đầu tiên cho quê hương Niihama, Ehime của mình. Tin này đã được phát trong suốt tour diễn Live Academy 2010 của cô, được tổ chức ở Kanagawa, Osaka, Aichi, Miyagi, Fukuoka, và trung tâm văn hóa Niihama tỉnh Ehime. 7 phần phim tài liệu về các hoạt động nói trên của Mizuki đã được ghi lại và phát hành trong DVD kèm với album thứ 8 của cô, Impact Exciter.
Tại giải thưởng Seiyu thường niên lần thứ 4 tổ chức năm 2010, Mizuki đã giành giải thưởng Tomiyama Kei vì những thành công rực rỡ trong năm 2009.
Trong hai ngày 3 và 4 tháng 12 năm 2011, Mizuki liên tiếp tổ chức hai đêm diễn "Nana Mizuki Live Castle 2011 Queen's Night & King's Night" tại Tokyo Dome. Cô là seiyuu đầu tiên và nữ nghệ sĩ solo thứ 8 có buổi diễn riêng tại sân vận động nổi tiếng này.
Vào ngày 7 tháng 7 năm 2020, cô công bố trên trang blog của mình rằng cô đã kết hôn với một người hoạt động trong ngành công nghiệp âm nhạc. Vào ngày 6 tháng 11, cô thông báo mình đang mang thai đứa con đầu lòng. Vào ngày 16 tháng 3 năm 2021, cô thông báo trên trang blog rằng cô đã hạ sinh thành công.

## Danh sách đĩa hát

### Album

#### Album nguyên bản
| Năm  | Chi tiết                                                                                                   | Vị trí trên Oricon | Doanh số và chứng nhận |
| ---- | --- | ------------------ | ---------------------- |
| 2001 | Supersonic Girl - Phát hành: 5 tháng 12 năm 2001 - Hãng đĩa: King (KICS-931)                               | 60                 | 5,090                  |
| 2002 | Magic Attraction - Phát hành: 6 tháng 11 năm 2002 - Hãng đĩa: King (KICS-979)                              | 21                 | 22,051                 |
| 2003 | Dream Skipper - Phát hành: 27 tháng 11 năm 2003 - Hãng đĩa: King (KICS-1043)                               | 25                 | 19,518                 |
| 2004 | Alive & Kicking - Phát hành: 8 tháng 12 năm 2004 - Hãng đĩa: King (KICS-1125)                              | 17                 | 32,890                 |
| 2006 | Hybrid Universe - Phát hành: 3 tháng 5 năm 2006 - Hãng đĩa: King (KIZC-1–2)                                | 3                  | 51,430                 |
| 2007 | Great Activity - Phát hành: 14 tháng 11 năm 2007 - Hãng đĩa: King (KICS-1339, KICS-91339)                  | 2                  | 66,634                 |
| 2009 | Ultimate Diamond - Phát hành: 3 tháng 6 năm 2009 - Hãng đĩa: King (KICS-1470, KICS-91470)                  | 1                  | 104,902 (Đĩa vàng)     |
| 2010 | Impact Exciter - Phát hành: 7 tháng 7 năm 2010 - Hãng đĩa: King (KICS-1564, KICS-91564)                    | 2                  | 126,175 (Đĩa vàng)     |
| 2012 | Rockbound Neighbors - Phát hành: 12 tháng 12 năm 2012 - Hãng đĩa: King (KICS-1847, KICS-91847, KICS-91848) | 2                  | 139,004 (Đĩa vàng)     |
| 2014 | Supernal Liberty - Phát hành: 16 tháng 4 năm 2014 - Hãng đĩa: King (KICS-3036, KICS-93037, KICS-93036)     | 1                  | 76,144                 |

#### Album tổng hợp
| Năm  | Album                                                                             | Vị trí trên Oricon | Doanh số và chứng nhận |
| ---- | --------------------------------------------------------------------------------- | ------------------ | ---------------------- |
| 2007 | The Museum - Phát hành: 7 tháng 2 năm 2007 - Hãng đĩa: King (KIZC-3–4)            | 5                  | 65,010 (Đĩa vàng)      |
| 2011 | The Museum II - Phát hành: 23 tháng 11 năm 2011 - Hãng đĩa: King (KIMC - 141-142) | 3                  | 129,070 (Đĩa vàng)     |

#### Đĩa đơn
| 2000                                                            | "Omoi"                                  | —  |                    | Supersonic Girl              |
| 2001                                                            | "Heaven Knows"                          | —  |                    | Supersonic Girl              |
| 2001                                                            | "The Place of Happiness"                | —  |                    | Supersonic Girl              |
| 2002                                                            | "Love & History"                        | 49 | 5,620              | Magic Attraction             |
| 2002                                                            | "Power Gate"                            | 50 | 2,430              | Magic Attraction             |
| 2002                                                            | "Suddenly: Meguriaete / Brilliant Star" | 20 | 13,780             | Magic Attraction             |
| 2003                                                            | "New Sensation"                         | 20 | 13,673             | Dream Skipper                |
| 2003                                                            | "Still In the Groove"                   | 17 | 16,105             | Dream Skipper                |
| 2004                                                            | "Panorama"                              | 14 | 14,300             | Alive & Kicking              |
| 2004                                                            | "Innocent Starter"                      | 9  | 25,307             | Alive & Kicking              |
| 2005                                                            | "Wild Eyes"                             | 13 | 20,997             | Hybrid Universe              |
| 2005                                                            | "Eternal Blaze"                         | 2  | 48,336             | Hybrid Universe              |
| 2006                                                            | "Super Generation"                      | 6  | 31,545             | Hybrid Universe              |
| 2006                                                            | "Justice to Believe / Aoi Iro"          | 4  | 41,274             | The Museum Great Activity[A] |
| 2007                                                            | "Secret Ambition"                       | 2  | 75,256             | Great Activity               |
| 2007                                                            | "Massive Wonders"                       | 4  | 60,664             | Great Activity               |
| 2008                                                            | "Starcamp EP"                           | 5  | 58,175             | Ultimate Diamond             |
| 2008                                                            | "Trickster"                             | 2  | 82,297 (Đĩa vàng)  | Ultimate Diamond             |
| 2009                                                            | "Shin'ai"                               | 2  | 62,204             | Ultimate Diamond             |
| 2009                                                            | "Mugen"                                 | 3  | 64,989             | Impact Exciter               |
| 2010                                                            | "Phantom Minds"                         | 1  | 94,369 (Đĩa vàng)  | Impact Exciter               |
| 2010                                                            | "Silent Bible"                          | 3  | 72,062             | Impact Exciter               |
| 2011                                                            | "Scarlet Knight"                        | 2  | 87,209 (Đĩa vàng)  | The Museum II                |
| 2011                                                            | "Pop Master"                            | 3  | 73,609             | The Museum II                |
| 2011                                                            | "Junketsu Paradox"                      | 3  | 72,746             | The Museum II                |
| 2012                                                            | "Synchrogazer"                          | 2  | 79,505             | Rockbound Neighbors          |
| 2012                                                            | "Time Space EP"                         | 3  | 71,843             | Rockbound Neighbors          |
| 2012                                                            | "Bright Stream"                         | 2  | 102,924 (Đĩa vàng) | Rockbound Neighbors          |
| 2013                                                            | "Vitalization"                          | 3  | 81,793             | Supernal Liberty             |
| "—" là các phát hành không được xếp hạng hoặc chưa được ra mắt. |                                         |    |                    |                              |